# Juliette Bise
Juliette Bise (* 20. Dezember 1922 in Freiburg im Üechtland; † 23. Mai 2011 ebenda) war eine Schweizer Solistin (Sopran). Sie war eine Stimmpädagogin von internationaler Bedeutung, die  Sängerpersönlichkeiten geformt und ausgebildet hat.

## Wirken
Juliette Bise wurde 1922 in Freiburg als Tochter eines Kaufmanns geboren. Am Konservatorium in Genf studierte sie Gesang. Weitere Studien führten sie nach Salzburg ans Mozarteum, nach Hilversum (Niederlande), Wien und Budapest.
Von 1948 bis 1955 war sie Solistin an der Genfer Oper. Bis 1974 hatte sie in zahlreichen Städten Europas Auftritte als Konzert- und Liedersängerin. Von 1954 bis 1973 arbeitete Juliette Bise als Gesangspädagogin am Konservatorium Freiburg, von 1972 bis 1988 an jenem in Lausanne.
Sie übernahm Lehraufträge und Meisterkurse in Lissabon (Gulbenkian-Stiftung), Gerona (Spanien), Paris und Lyon sowie beim Festival Tibor Varga in Sitten. Bise war Jurymitglied bei  Gesangswettbewerben, u. a. beim Concours international d’exécution musicale de Genève.
Juliette Bises heiratete 1956 den Arzt Ido Delnon. Ihr Sohn Georges Delnon (* 1958) leitete bis 2015 das Theater Basel und wurde danach Opernintendant der Hamburgischen Staatsoper.